# Nacht en ontij
Nacht en ontij is het vierde album van Boudewijn de Groot, verschenen in februari 1969. Vanwege het sterk experimentele karakter van de plaat is het een van de minder bekende werken van De Groot.

## Oorsprong
Na een aantal albums met rechttoe-rechtaan liedjes wilde De Groot een plaat maken die één doorlopend verhaal zou vertellen. Zelf noemde hij het een "luisterfilm", een idee dat versterkt werd doordat De Groot van een oude vriend van de filmacademie, Lucien Duzee, het idee kreeg om een verhaal rond een heksensabbat te schrijven.
Het was voor het eerst dat De Groot een plaat opnam zonder tekstuele inbreng van zijn vriend Lennaert Nijgh. Wel schreven ze in dezelfde periode liedjes voor anderen, zoals voor Liesbeth List en Ramses Shaffy (Pastorale).
De Groot wilde, zoals zoveel artiesten in die tijd, heel veel bijzondere geluidseffecten en muzikale experimenten op de plaat toepassen. Zo ontwikkelde studiotechnicus Albert Kos een speciaal apparaatje waarmee een "wervelend" geluid van het orkest kon worden gecreëerd: het ging niet alleen van links naar rechts (stereo), maar ook van veraf en dichtbij. Uiteindelijk bleek het effect slechts beperkt, omdat het alleen goed werkte wanneer het album via een koptelefoon werd beluisterd.
Het verhaal ging dat De Groot het album gemaakt zou hebben na een lsd-trip. De Groot ontkende dat later, hij zou slechts tweemaal lsd hebben gebruikt en dat beviel hem niet goed (bad-trip).
Het album werd begin 1969 gepresenteerd op het landgoed Kareol in Aerdenhout, dat tevens op hoes te zien is. De foto's zijn gemaakt door Ronald Sweering.

## Muziek
De plaat bevat geen afzonderlijke tracks, maar twee lange stukken die als titel Heksensabbath 1 & 2 (voor elke plaatkant één) hebben. Kant 1 wordt voorafgegaan door een afzonderlijk vermeld nummer, getiteld Babylon.

## Bonussingle
De eerste oplage van het album werd geleverd met een bonussingle, met daarop de nummers Aeneas nu en Wie kan me nog vertellen. Deze twee nummers zijn opgenomen op de cd-versie van Nacht en ontij.

## Tracklisting
| Nr. | Titel                                                     | Duur |
| --- | --------------------------------------------------------- | ---- |
| 1.  | Babylon (Boudewijn de Groot)                              | 4:01 |
| 2.  | Heksen-sabbath (Deel 1) (Boudewijn de Groot/Lucien Duzee) | 8:56 |

| Nr. | Titel                                                     | Duur  |
| --- | --------------------------------------------------------- | ----- |
| 1.  | Heksen-sabbath (Deel 2) (Boudewijn de Groot/Lucien Duzee) | 16:19 |

| Nr. | Titel                                         | Duur |
| --- | --------------------------------------------- | ---- |
| 1.  | Aeneas nu (Boudewijn de Groot)                | 3:51 |
| 2.  | Wie kan me nog vertellen (Boudewijn de Groot) | 5:21 |

| Nr. | Titel                    | Duur  |
| --- | ------------------------ | ----- |
| 1.  | Wie kan me nog vertellen | 5:21  |
| 2.  | Aeneas nu                | 3:51  |
| 3.  | Babylon                  | 4:01  |
| 4.  | Heksensabbath 1 & 2      | 25:15 |

## Medewerkers
- Boudewijn de Groot – zang, gitaar, teksten, muziek
- Bert Paige - orkestdirectie & arrangementen
- Eelco Gelling – elektrische gitaar
- Jan Hollestelle – bas
- Jay Baar – drums
- Herman Deinum – toetsen
- percussiegroep o.l.v. Martin van Duynhoven
- Tony Vos – productie
- Albert Kos, Dick Raaijmakers – geluidstechniek

Een deel van de muzikanten waren afkomstig uit de band The Tower, een kortstondig project van De Groot.